# Siemens (eenheid)
| Veelvoud | Naam    | Symbool |
| -------- | ------- | ------- |
| 1        | siemens | S       |

De siemens (symbool S) is de SI-eenheid voor geleidbaarheid. De geleidbaarheid {\displaystyle G} is groter naarmate de stroomsterkte {\displaystyle I} groter is bij dezelfde aangelegde spanning {\displaystyle U} en is de omgekeerde van de weerstand {\displaystyle R}. Voor de geleidbaarheid in siemens geldt:
{\displaystyle G={\frac {I}{U}}={\frac {1}{R}}}
met de stroomsterkte in ampère (A) en de spanning in volt (V).
Voor de siemens geldt dus:
{\displaystyle 1\,{\text{S}}={\frac {1\,{\text{A}}}{1\,{\text{V}}}}={\frac {1}{1\,\Omega }}}
waarin Ω staat voor ohm. 
Een weerstand van 2 ohm heeft dus een geleidingsvermogen van 0,5 siemens.
De eenheid siemens is genoemd naar de Duitse industrieel en uitvinder Werner von Siemens (1816–1892). Omdat de siemens de omgekeerde van de weerstandseenheid ohm is, wordt de siemens door elektrotechnici wel mho genoemd (ohm, omgekeerd), en genoteerd als een omgedraaide hoofdletter omega: ℧. De term mho werd voorgesteld door de Britse natuurkundige William Thomson (1824–1907).
Omdat de eenheid volt in de basiseenheden wordt uitgedrukt als:
{\displaystyle 1\,{\text{V}}=1\,{\frac {{\text{kg}}\cdot {\text{m}}^{2}}{{\text{A}}\cdot {\text{s}}^{3}}}},
waarin A staat voor ampère, s voor seconde, kg voor kilogram en m voor meter,
geldt voor de siemens:
{\displaystyle 1\,{\text{S}}={\frac {1\,{\text{A}}}{1\,{\text{V}}}}=1\,{\frac {{\text{A}}^{2}\cdot {\text{s}}^{3}}{{\text{kg}}\cdot {\text{m}}^{2}}}}
In de elektrotechniek wordt de siemens weinig gebruikt, wel is de geleidbaarheid een goede indicator voor de hoeveelheid opgeloste zouten in water, gemeten met een salinometer, zodat deze bijvoorbeeld bij de zuivering van drinkwater of demiwater als kwaliteitsparameter gebruikt wordt, uitgedrukt in mS/m of μS/cm. De geleidbaarheid van ultrapuur water geldt dan als referentiepunt.